# Мильштейн, Ури
Ури Мильштейн (ивр. אורי מילשטיין‎; род. 29 февраля 1940) — израильский историк и философ, специализирующийся на военной истории.

## Биография

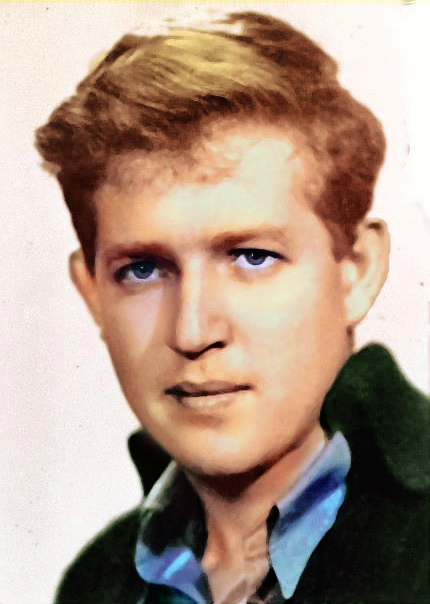
Мильштейн в возрасте 17 лет в 1957 году.

Ури Мильштейн родился в Тель-Авиве в семье Авраама Мильштейна, добровольца британской армии во время Второй мировой войны, и Сары Мильштейн, воспитательницы детского сада. Его родители были одними из основателей кибуца Афиким, а отец был членом лейбористской партии МАПАЙ и её военизированной организации «Хагана». Его старший брат был членом боевых отрядов этой организации, «Палмах». Сам Ури был членом молодёжной организации той же партии.
Мильштейн учился в школе Хаил в районе Яд Элиягу в Тель-Авиве, в молодёжной деревне Хадассим и в средней школе в Тель-Авиве. В 1958 году он был призван в Армию обороны Израиля и служил в 890-м воздушно-десантном батальоне десантной бригады солдатом, командиром отделения и военным медиком. Перед демобилизацией заместитель командира бригады Рафаэль Эйтан назначил его историком десантников. Он служил медиком во время Шестидневной войны, Войны на истощение и Войны Судного дня, а также служил в запасе в отделе истории ВВС Израиля. В 1974 году он был освобожден от должности историка парашютистов Ицхаком Мордехаем, командиром 35-й парашютно-десантной бригады. Мильштейн говорит, что это произошло из-за того, что он опубликовал свое исследование «Битвы на китайской ферме», в которой участвовал Мордехай.
Мильштейн женат на актрисе Шифре Мильштейн (в девичестве Бен-Давид), от которой у него две дочери. Его дочь Далит является соучредителем и директором театра Ноцар.

## Академическая карьера
После завершения службы в Армии обороны Израиля в 1960 году он изучал экономику, философию и политологию в Еврейском университете в Иерусалиме. Он защитил докторскую диссертацию по религии и законодательству в Израиле. После Шестидневной войны опубликовал книгу «Война парашютистов», а в начале 1973 года опубликовал военную историю первых дней израильской государственности «Иудея кровью и огнем» . В 1980-х преподавал военную историю в Командно-штабном колледже армии. В 1989 году Мильштейн опубликовал первый том своей серии статей о Войне за независимость, в которой он заявил об ущербных действиях командиров, считавшихся в Израиле героями. Журнал Time оценил его как «настоящую историю войны». Профессор Бенни Моррис из Университета Бен-Гуриона писал тогда в «Джерузалем пост», а затем в «Едиот Ахронот», что до публикации этих книг все, что было написано о войне, было «исторической клеветой» и что только из этих книг можно узнать историческую правду. Профессор Луи Рене Берес из Университета Пердью, написав об этих книгах, назвал их «стратегическим активом государства Израиль». Только четыре из запланированных двенадцати томов были опубликованы, когда издание было остановлено в 1991 году. Мильштейн обвинил в этом «давление со стороны ветеранов Пальмаха Ицхака Рабина, Амоса Хорева, Цви Замира и других, которые пострадали от того, что правда, наконец, вышла наружу». Мильштейн в настоящее время пытается собрать ресурсы, чтобы продолжить публикацию самостоятельно. В 1993 году он опубликовал «Кризис и его выводы», в котором критиковал действия израильской армии в войне Судного дня.
В 1995 году он опубликовал «Досье Рабина: как был раздут миф об Ицхаке Рабине как командире Пальмаха». В 2010 году он перепечатал его как «Путь и наследие Рабина» (на иврите) с некоторыми изменениями и дополнительным томом, посвященным более поздним годам жизни Рабина, а также вкладами других авторов о том, что они называют «настоящим наследием Рабина».
Во введении Мильштейн пишет: «Поскольку Рабин имел такое большое влияние на израильский народ, я стараюсь понять как можно больше об этом человеке, я исследую все, что оказало на него влияние, его генеалогию, его раннюю личную жизнь. жизнь и все остальное».
Мильштейн пишет, что у Рабина было заброшенное детство из-за того, что его родители, особенно его мать, были заняты социалистической деятельностью и не проявляли к нему любви и внимания. Мильштейн утверждает, что это привело к тому, что у Рабина была недоразвитая личность и сильное чувство незащищенности, которое будет проявляться на протяжении всей жизни взрослого Рабина. Излюбленное заявление Мильштейна о Рабине состоит в том, что тот бежал из сражения, которым командовал, 20 апреля 1948 года, и что в целом за его 54-летнее участие в вопросах, касающихся безопасности Израиля; «У Рабина нет ни одного известного военного действия, достойного похвалы!» 
Мильштейн основал «Институт выживания» и книжное издательство под названием «Выживание». После этого Мильштейн преподавал в Университетском центре Ариэля.

## Взгляды и мнения
Мильштейн был одним из первых ученых, открыто критиковавших оборонный истеблишмент Израиля. Его описывают как слишком радикального в своих выводах, но его «вклад в знания огромен (Мильштейн занимается исследованием израильской военной истории более 50 лет и утверждает, что провел тысячи интервью и имеет в общей сложности 500 гигабайт интервью и документов.)
В 1988 году Мильштейн свидетельствовал на военном суде в защиту часового из «Ночи планеров», что бегство перед лицом опасности — нормальное явление, что так поступали даже люди, добившиеся высокого звания в армии. Когда судьи попросили его уточнить, он рассказал об Ицхаке Рабине (тогдашнем министре обороны), который бежал из боя, которым он командовал, 20 апреля 1948 года (т.н. «кровавый конвой»). Судьи проигнорировали его показания, а офис Рабина отказался говорить об этом журналистам. Мильштейн утверждает, что незадолго до своей смерти на собрании бывших членов «Палмаха» (которое организовал Миха Пери в Тель-Авиве) Рабин признался, что бежал с поля боя.
В книге «Кровавый навет в Дейр-Ясине» он утверждает, что резня в Дейр-Ясине была мифом, кровавым наветом, созданным израильскими левыми, чтобы помешать правой боевой организации «Иргун» сформировать независимое подразделение внутри израильской армии и предотвратить участие Менахема Бегина в первом правительстве национального единства при Давиде Бен-Гурионе, и что правые (Бегин и Иргун) не опровергли этот очевидный миф лишь ради того, чтобы успешно напугать арабов.
Основная тема Мильштейна - это то, как политические и военные круги Израиля (и других стран) защищают свою власть и престиж в ущерб боеспособности армии и безопасности страны. В Шестидневной войне, самой известной победе Израиля, Мильштейн указал, что генерал Узи Наркис, командующий Центральным командованием, отказался проводить расследование допущенных промахов, сказав: «Не стирайте наше грязное бельё публично». Мильштейн сказал: «Армия обороны Израиля не расследовала бои за Иерусалим ни на каком уровне, а израильская общественность, включая армию, жадно впитывала мифы, созданные многими командирами и популяризированные журналистами. Легенды, которые сопровождали взятие Иерусалима, являются наиболее реальным свидетельством мифологической культуры Израиля, результатом которой стали последующие неудачи Войны на истощение, Войны Судного дня и (Первой) Ливанской войны... Премьер-министры и старшие командиры армии несут прямую ответственность за неудачи, вызванные неспособностью усвоить уроки» .
В книге «Путь и наследие Рабина» Мильштейн пишет в прологе: «Даже если бы мы не знали, что Рабин бежал с поля боя, которым он командовал, 20 апреля 1948 года, что он был уволен со всех своих командных постов в войне за независимость Израиля, и что он лечился электрошоком в психиатрической больнице в мае 1967 года, даже в этом случае мы должны были бы следовать принципу Рене Декарта: «я мыслю (т.е. подвергаю сомнению), поэтому я существую» (Cogito ergo sum), или девизу Королевского научного общества «Не верь словам человеческим» (nullius in verba)». Мильштейн утверждает, что премьер-министр Рабин, которого долгое время почитали как «великого полководца» и «признанного воина», на самом деле ничего не добился в военном отношении, ничего не понимал в экономике страны и вдобавок дрался с женой.

## Опубликованные работы

### Поэзия
- В конце концов, 1965 г., издательство Кирьят-Сефер  (ивр.)

### Военная история
- Белокурый медведь, издательство Ramdor, 1970 г.  (ивр.)
- Война десантников, 2 т., 1968 г.  (ивр.)
- История десантников, 4 тт., 1985–1987 гг.  (ивр.)
- История войны за независимость Израиля, 4 тт. из 12 запланированных, 1996–1999 гг. Университетское издательство Америки
  - История войны за независимость: нация готовится к войне, том 1 истории войны за независимость, Ури Мильштейн, Аллан Сакс,ISBN 0-7618-0372-6 ,ISBN 978-0-7618-0372-0
  - История войны за независимость: первый месяц, том 2 истории войны за независимость, Ури Мильштейн, Аллан Сакс,ISBN 0-7618-0721-7 ,ISBN 978-0-7618-0721-6
- Потрясённый патруль, издательство Мискаль, 1994 г.
- Дело Рабина: несанкционированное разоблачение (англ.), 2000 г., Ури Мильштейн и Арье Амит, издательство Gefen Publishing House, ISBN 965-229-196-X, 9789652291967, 472 страницы
- Дело Рабина - миф и его крах, 2005 г., Survival Institute Publishers
- Кровавый навет в Дейр-Ясине, 2007 г., издательство Midrasha и издательство Survival Institute Publishers. В книге представлены свидетельские показания, опровергающие утверждение о том, что «Иргун» устроил резню в арабской деревне Дейр-Ясин во время войны 1948 года, и обвиняются израильские левые в распространении истории о резне с целью дискредитации своих политических противников справа.
- Рождение палестинской нации: миф о резне в Дейр-Ясине, издательство Gefen, 2012. ISBN 978-965-229-582-8

### Критика армии
- Начало войны, 1992 г.
- Переправа, которой не было, 1992 г., издательство Ярона Голана  (ивр.)
- Уроки краха, 1993, издательство «Выживание» и «Едиот Ахронот»  (ивр.)

### Критика цивилизации
- Размач, Брошюры литературы, 1970 г.
- Общая теория безопасности - принцип выживания (англ. и ивр.), 1999 г., Survival Institute Publishers
- Новое правление для Израиля - интеллектуальная и политическая альтернатива, 1993 г. (англ. и ивр.)
- Конец жизни, 1994 г., издательство Survival Institute (англ. и ивр.)
- Оазис снов, легенда о Хадассим, 2006 г., Survival Publishing, (англ. и ивр.), (автобиография серии Поколения государства)